# ロジェストヴェンスキー (クレーター)
ロジェストヴェンスキー (Rozhdestvenskiy) は、月の裏側にある巨大なクレーターであり、月の北極点のごく近くに位置する。金属蒸気中の光の分散を研究したソビエトの物理学者ドミトリー・セルゲイビッチ・ロジェストヴェンスキーにちなんで名づけられた。ロジェストヴェンスキーの東の周壁にはエルミートが接しており、ロジェストヴェンスキーの南西の周壁にはプラスケットが接している。プラスケットはロジェストヴェンスキーの内側にわずかに入り込んでいる。ロジェストヴェンスキーの南にはポワンソが、月の北極をはさんだ反対側にはピアリーが存在する。
ロジェストヴェンスキーは、その大きさから周壁平原と呼ばれる。ロジェストヴェンスキーの周壁は激しく崩壊しており、角ばった輪郭をしている。南の周壁には、ロジェストヴェンスキーよりも若いクレーターであるロジェストヴェンスキー-Kが存在する。
クレーター底は他のクレーターに比べて平坦であり、中心丘はロジェストヴェンスキーの中心点から西に外れている。

## 付随クレーター
ロジェストヴェンスキーのごく近くにある小さな無名のクレーターについては、アルファベットを付加することによって識別される。
| 名称 | 月面緯度     | 月面経度      | 直径  |
| ---- | ------------ | ------------- | ----- |
| H    | 北緯 83.6 度 | 西経 131.0 度 | 21 km |
| K    | 北緯 82.7 度 | 西経 144.6 度 | 42 km |
| U    | 北緯 85.3 度 | 東経 151.9 度 | 44 km |
| W    | 北緯 84.8 度 | 東経 137.2 度 | 75 km |